# Botanical Society of America
Die Botanical Society of America (BSA) vertritt Berufs- und Amateurbotaniker, Forscher, Lehrkräfte und Studenten in über 80 Ländern der Welt und fungiert als gemeinnützige Non-Profit 501(c)(3)-Mitgliedsgesellschaft der Vereinigten Staaten.

## Geschichte
Die Gesellschaft wurde nach einer Tagung in Rochester (New York) am 22. August 1892 im Jahr 1893 gegründet und ging aus dem Botanischen Club der American Association for the Advancement of Science hervor. Die Organisationsprinzipien der Gesellschaft waren die Förderung des Pflanzenstudiums in Nordamerika und die Professionalisierung dieser Bemühungen. 1906 fusionierte die Organisation mit der „Society for Plant Morphology and Physiology“ und der „Mycological Society of America“.

## Sektionen
Die Gesellschaft besteht aus 16 Sektionen:
- Bryologie und Lichenologie
- Entwicklungs- und Strukturbiologie
- Ökologie
- Ökonomie
- Pflanzengenetik
- Geschichte der Botanik
- Mikrobiologie
- Mykologie
- Paläobotanik
- Algologie
- Pflanzenphysiologie
- Pflanzenchemie
- Pteridologie
- Systematik
- Lehren
- Tropische Biologie

## Ehemalige Präsidenten der Gesellschaft
- William Trelease – Direktor des Missouri Botanical Garden und erster Präsident der Gesellschaft.
- Nathaniel Lord Britton – Mitbegründer des New York Botanical Garden.
- Margaret Clay Ferguson – Leiterin der Abteilung für Botanik am Wellesley College und erste weibliche Präsidentin der Gesellschaft.[8]
- William Francis Ganong – Professor für Botanik am Smith College sowie Historiker und Kartograf von New Brunswick
- Albert Spear Hitchcock – Chefbotaniker des USDA.
- William Chambers Coker – Gründer des „Coker Arboretums“ im „North Carolina Botanical Garden“ an der Universität von North Carolina.
- Katherine Esau – Empfängerin der National Medal of Science und Namensgeberin des Katherine-Esau-Preises in Struktur- und Entwicklungsbiologie.
- Vernon Cheadle – Kanzlerin der University of California, Santa Barbara.
- George Ledyard Stebbins – Evolutionsbiologe an der University of California, Davis.
- Peter H. Raven – Direktor des Missouri Botanical Garden.
- Loren H. Rieseberg – Professor für Botanik an der University of British Columbia.

## Publikationen
Die Gesellschaft gibt die folgenden wissenschaftlichen Zeitschriften heraus:
- American Journal of Botany, seit 1914
- Plant Science Bulletin, seit 1955
- Applications in Plant Sciences (APPS), seit 2009[9]